# Saint-Martin-de-Goyne
Saint-Martin-de-Goyne är en kommun i departementet Gers i regionen Occitanien i sydvästra Frankrike. Kommunen ligger i kantonen Lectoure som tillhör arrondissementet Condom. År 2022 hade Saint-Martin-de-Goyne 126 invånare.

## Befolkningsutveckling
Antalet invånare i kommunen Saint-Martin-de-Goyne
Referens:INSEE